# Nederlandsche Rooms Katholieke Bond van Technici St. Bernulphus
De Nederlandsche Rooms Katholieke Bond van Technici St. Bernulphus was een Nederlandse vakbond. De bond is 8 december 1918 opgericht onder voorzitterschap van M. van Hogerlinden. Deze bond was speciaal bedoeld voor opzichters en tekenaars die buiten de vakbonden voor metaalbewerkers, 
bouwvakarbeiders e.d. vielen. In 1919 telde deze bond 189 leden en in 1924 waren dit er 458, in 1931 waren er ca 400 leden.
Later werd de naam veranderd in de Nederlandse Katholieke Bond van Hogere Middelbare en Lagere Technici en Chemici ‘Sint Bernulphus’.
Bekend is dat er in de dertiger en veertiger jaren van de 20ste eeuw afdelingen waren in onder andere Amsterdam, Rotterdam, Den Haag, Haarlem, Gorcum, Eindhoven, Helmond, Utrecht, Gorkum, Hilversum, Velsen, Enschede en Hengelo, Vlissingen en Zaanstreek, Heerlen, Sittard, Venlo en Maastricht.
Het beheer van de werklozenkas was een belangrijke taak. Bij de bondsvergaderingen werden er ook altijd excursies georganiseerd.
De Rooms Katholieke invloed was vrij groot. De afdelingen kenden een geestelijk adviseur vanuit het bisdom, veelal een pastoor of kapelaan. 
Voorzitters : Ing. Antonius Hubertus Victor (Vic) van LIJF, periode?
De bond is na verloop van tijd opgegaan in De Unie (vakbond).